# ラファフェイラ・アンダーソン
ラファフェイラ・アンダーソン（フランス語: Raffaëla Anderson, 1976年1月8日 - ）は、フランスの元ポルノ女優である。

## 経歴
モンフェルメイユ・セーヌ＝サン＝ドニ県にて、マグレブ（北アフリカ北西部、地中海の海岸一帯）地方出身の父親と、フランス人の母親との間に生まれた。生誕時の名前は「Malika Amrane」（マリーカ・アムファ）。彼女が育った家庭環境は、暴力的で抑圧的であった。家庭環境に加えて、近所に住んでいた住人から、「フランス人の親がいる」という理由だけで不当な人種的偏見の目を向けられた。
18歳のとき、ラファフェイラはポルノ映画業界に参入する。当時、ポルノ映画に出演することになるとは知らなかったが、自身の家庭環境から逃れたい一心から、ポルノへの出演を決意する。当時の彼女はまだ処女であり、飲酒も喫煙もしていなかった。彼女は劇中にてポルノ男優との行為で処女を失った。その後、ポルノ女優で映画監督でもあるレティシァが、ラファフェイラの家族が住んでいた家に、2人が共演したポルノ映画のVHSビデオを送ったことで、家族は娘の仕事を知った。
フランス本国はもとより、イタリア、スペインでも活動しており、その名を知られるようになる。ポルノ女優として活動していたある日のこと、タバコを買いに出かけようとした彼女は、2人の男に強姦された。
犯人はすぐに特定されたが、事件を担当した検察官から「悪しき教育の産物」と呼ばれ、「ポルノ女優なんだろ。文句を言うな」と言われたという。この事件のあと、彼女はセックスを嫌悪するようになる。ポルノ女優の仕事は続けていたが、1998年に引退した。その後、彼女は状況に応じて「レズビアンを演じた」という。
ポルノ業界から去った彼女は、テレビ調査員、その後は洋服店の店員として働いていた。2000年に公開された映画『ベーゼ・モア』にて、ポルノ女優のカレン・ランコム(Karen Lancaume)とともに主演を果たす。この映画の中で、ラファフェイラはカレンとともに暴力と強盗と殺人を重ねて逃避行を続ける女を演じた。
2001年に公開された映画『en:Amour de Femme』（『女の恋人』）では、既婚女性と愛し合う同性愛者のダンス講師を演じた。フランス3が製作し、ミレーユ・ダルク(Mireille Darc)が監修した2005年のドキュメンタリー『Une vie classée X』に出演し、ポルノ映画に出演するまで処女であったこと、自身の家族のこと、自身がポルノ業界で受けた、あるいは目撃した酷い扱いについて語っている。2001年に出版した自叙伝『Hard』では、ポルノ業界で味わったその酷い扱いに言及している。本書が公開されるにあたって、ポルノ業界に対し、避妊具を用いずに撮影するせいで役者を危険に晒す業界であり、「売春に匹敵するぐらいに堕落した環境」と吐き捨てている。2003年に出演したドキュメント映画『La Petite Morte』（『少女の死』）でも、ポルノ業界に対する批判を展開した。ポルノ業界から去ったのち、精神的に落ち込み、その間にアルコールとコカインに手を出していたことを告白している。
2006年、2冊目の自叙伝に当たる著書『Tendre Violence』を出版した。この中では、自身の幼少期と家庭生活により焦点を当てているほか、ガニーに住んでいたイスラム教徒の家族との物語が記述されている。

## 出演作品

### ポルノ映画
以下は「インターネット・アダルト・フィルム・データベース」より
- Chasseur de culottes　1995
- Ecole de Laetitia 6　1995
- Ecole de Laetitia 7　1995
- Euro-max 4　1995
- Fist: Jeux Interdits　1995
- Intimite violee par une femme 26　1995
- King de ces dames　1995
- Lil' Women: Summer Camp　1995
- Poing c'est tout　1995
- Raphaella s'offre a toi　1995
- Rumpman Goes to Cannes　1995
- Teeny Exzesse 36: Pussy Trainer　1995
- World Sex Tour 2	1995

- Exhibitions a Paris 2'　1996
- Faust Fucker 7: Stramme Spalten harter Fist　1996
- Infirmieres de Laetitia 3　1996
- Lolita Dream 3　1996
- Lolita Dream 7　1996
- Maximum Perversum 62: Pralle Euter stramme Schwanze　1996
- Pornoattori: una Giornata Qualsiasi　1996
- Teeny Toys　1996
- Tittenficker　1996

- Body Business　1997
- Bose Madchen 5　1997
- Cyberix　1997
- Dirty Target　1997
- Euro Mania 1　1997
- European Cuntinent 2 1997
- Fantasmotron 2　1997
- Faust Fucker 9: Drei Fauste im Arsch　1997
- Fetish Therapy　1997
- Fucking Instinct　1997
- Girl Scouts　1997
- Hard Sex Camping　1997
- Huren　1997
- Lecons d'exhib 1　1997
- Magma Spezial: Gang Bang Extase　1997
- Portugal Taboo　1997
- Triple X 23　1997
- Verbotener Sex　1997

- Dr. F. Otze 1　1998
- Dr. F. Otze 2　1998
- Exhibitions 1999　1998
- Extrem 10: Bizarre Kreuzzuge　1998
- Extrem 9: Lust-Bazar　1998
- Faust Fucker 10: Die Faust im Loch　1998
- Hotsex 15: Pulp Fixion 1998
- Lecons d'exhib 9　1998
- Lesbos Extreme: Gut gebaut und top versaut'	1998
- Orgasmus Trophy　1998
- Schau wie ich die Teenies ficke 1　1998
- Sex Crazy　1998
- Teen Town 12: Analfreudige Ausreisserinnen　1998
- Tempel der Perversionen　1998
- Truffa in Riviera　1998
- Wild Country Babes　1998

- Arabic Gang Bang　1999
- Extrem 12: Schlammfotzen　1999
- Interdits du gyneco　1999
- Lesben extrem　1999
- Nymphen Reigen　1999
- Perverse Sex-Barone　1999
- Tierisch: Wenn Manner sich wie Tiere fuhlen　1999

- Anmacherinnen 9: Arschgeile Flittchen 2000
- Orgie der Braut	2000
- Show der Perversionen　2000
- Top Teens Gallery 2000
- Tradimenti all'Italiana　2000
- Villa Perversa　2000
- Bisexual Madness　2000
- Very Best of Babette Blue　2001
- Salopes 1　2005
- Zoccole del Fiume　2008

### 映画
- ベーゼ・モア　2000
- La Petite Morte　2003
- Une vie classée X　2005

## 著書
- Hard　2001　ISBN 2-246-61511-9
- Tendre Violence　2006　ISBN 2-7096-2828-7

## 参考
1. ↑  “Raffaëla”.   Internet Adult Film Database. 2019年9月23日閲覧。
2. 1 2 3  “Interview biographie de Raffaëla Anderson”. www.ina.fr (2001年5月5日). 2021年8月3日閲覧。
3. 1 2  Raffaëla Anderson, Hard, Grasset, 2001, pages 84-105
4. 1 2 3 4  Marie Huret (2001年5月3日). “Raffaëla n'aime plus le X”. www.lexpress.fr. 2021年8月3日閲覧。